# 六道江镇
六道江镇，是中华人民共和国吉林省白山市浑江区下辖的一个乡镇级行政单位。

## 行政区划
六道江镇下辖以下地区：
富强社区、兴盛社区、张家村、老营村、东村、西村、横道村、下甸子村、江沿村、湖下村、香磨村、胜利一村和胜利二村。